# George Vasilescu
George (Gheorghe) Vasilescu, cunoscut și ca Giorgio Vasilescu, (n. 1864, Goiești, România – d. 10 noiembrie 1898, București, România) a fost un sculptor român. Artistul a fost susținut în copilărie de actorul ieșean Theodor Teodorini pentru a urma cursuri de specializare în domeniul sculpturii. A absolvit Școala de meserii din Craiova (în prezent „Grupul Școlar de Arte și Meserii Constantin Brâncuși”) și a obținut o bursă de studii pentru 	Academia de arte frumoase „San Giorgio degli Schiavoni” din Veneția (în limba italiană - Scuola di San Giorgio degli Schiavoni). Opera sa se află sub imperiul neoclasicismului italian.
George Vasilescu a fost o apariție meteorică în sculptura românească și a murit la o vârstă timpurie, doar la 34 de ani, în plină carieră artistică. El a lăsat posterității destul de puține lucrări, însă cele care au rămas, fac dovada unui sculptor dotat cu calități de portretist dar și cu certe resurse pentru arta monumentală. A realizat câteva monumente de for public - Monumentul Vânătorilor din Ploiești, Monumentul funerar al căpitanului Nae I. Proicea din Slatina, Monumentului marelui duce Vladimir de la Sankt Petersburg și Monumentul Independenței din Tulcea. Au mai rămas posterității câteva portrete din care se remarcă Portretul d-nei N. Blaremberg și mai multe busturi și lucrări funerare. A participat la manifestările expoziționale ale Societății Cercul artistic.

### Biografie
La sfârșitul secolului al XIX-lea, în anul 1898, aproape toate ziarele bucureștene au anunțat trecerea în neființă a doi dintre cei mai mari sculptori ai acelor timpuri - Ion Georgescu și George Vasilescu. Amândoi realizaseră mai multe monumente publice. Istoricul de artă Petre Oprea a afirmat că opera sculptorului român, de-a lungul timpului, a fost uitată pe nedrept deoarece, aceasta a fost susținută de oficialități și a fost apreciată de amatorii de artă. Lucrările lui Vasilescu au contribuit la răspândirea interesului pentru sculptura din România și același timp, posteritatea a putut cunoaște care au fost tendințele gustului artistic autohton din acea perioadă.
Geroge Vasilescu, Gheorghe, așa cum a fost botezat, s-a născut, după unii biografi, la Goiești în fostul județ Dolj, în anul 1864. După alți autori de monografii locul nașterii ar fi fost în satul Gogoșei de lângă Craiova. Familia sa se ocupa cu agricultura și avea șapte copii, o fată și șase băieți. Artistul a fost remarcat încă din copilărie de actorul Theodor Teodorini, care a văzut îndemânarea cu care George desena și cioplea lemnul, atunci când stătea și păzea oile pe câmp. Teodorini l-a sprijinit să urmeze Școala de meserii din Craiova (în prezent „Grupul Școlar de Arte și Meserii Constantin Brâncuși”), timp de șase ani, unde s-a specializat în sculptura în lemn.
După ce a absolvit Școala de meserii din Craiova, Vasilescu și-a deschis în oraș un mic atelier de sculptură pe Calea Unirii. Vrând să se specializeze, a făcut mai multe demersuri pe lângă Consiliul județea Dolj, pentru a obține o bursă de studii în străinătate. Ca urmare, consiliul i-a acordat o mică subvenție care i-a permis să-și desființeze atelierul și să plece la studii în Veneția. O dată ajuns în Italia, el s-a prezentat la Academia de arte frumoase „San Giorgio degli Schiavoni” din Veneția (în limba italiană - Scuola di San Giorgio degli Schiavoni) unde a dat o probă pentru înscriere la cursuri. Artistul a intrat la academie direct la „... cursul onorariu superior de statue monumentale”. I-a avut ca profesori pe Luigi Ferrari, Pompeo Molenetti, Nicolo Barozzi și G. Franconi. În 1887 s-a înscris la Școala de Arte Aplicate la Industrie (cursurile acestei școli se întindeau pe o durată de trei ani).
În luna august 1887, George Vasilescu a participat cu trei lucrări la Expoziția cooperatorilor din România, organizată la Craiova. Participarea sa cu Portretul doamnei Stolojan, Micul marinar și Bustul actorului Theodor Teodorini, a fost elogiată de presa locală, fapt care a dus la mărirea subvenției de studii. Artistul a făcut apel prin intermediul ziarului Olteanul ca amatorii de artă să-l sprijine să toarne în bronz bustul lui Teodorini, pentru ca după execuție să-l doneze teatrului din Craiova. În 1890 s-a remarcat la Expoziția „Cercului artistic” din București cu două lucrări - Cap de marinar, care era o transpunere în marmură a sculpturii mai vechi Micul marinar, și Portretul doamnei X. În același an a obținut Medalia de argint clasa I-a la o manifestare expozițională cu basorelieful Venera din Milo, în gips.
În anul 1891, ziarele bucureștene Acțiunea liberală  și Adevărul, au reprodus articolul apărut în ziarul Il Veneto din Veneția în care s-a menționat faptul că numai în acel an, Vasilescu a realizat trei sculpturi - Portret după antic, Cap de copilă și Bustul unei femei (basorelief). Cronicarii venețieni au insistat asupra calității unei machete realizate în cretă pentru un proiect al monumentului principelui Știrbei, precum și pentru Monumentul eroilor ploieșteni căzuți în Războiul de Independență. Articolele din presa românească au precizat faptul că în scurt timp, Vasilescu va realiza un bust în marmură, a unui căpitan care a căzut în luptă în Războiul de Independență al României, ce urma să fie amplasat în Cimitirul Bellu „... într-un monument colosal... în stil gotic”, conceput de arhitectul italian Domenico Rupolo.

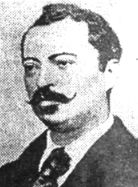
Theodor Teodorini - primul director al Teatrului din Craiova

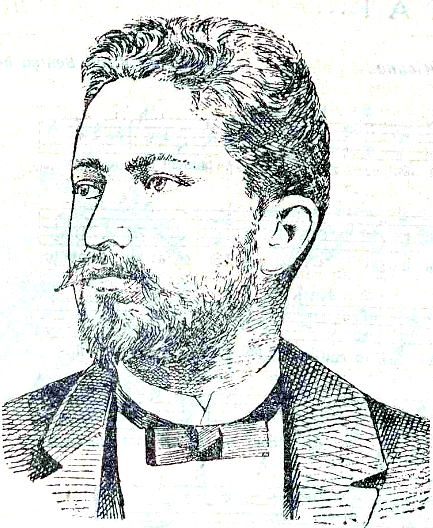
George Vasilescu în Foaia populară: publicaţie săptămânală, 01, nr. 38, 22 noiembrie 1898

În luna octombrie a anului 1891, sculptorul s-a întors în România via Berlin, pentru a participa la dezvelirea operei sale - Monumentul căpitanului Nae I. Proicea din Slatina. La București a realizat portretul lui Petru Mavrogheni. Vasilescu a plecat în acea toamnă în Rusia, unde fusese invitat de Júlia Apraxin și de către ministrul de externe rus la București pentru a edifica un monument pentru ducele Vladimir la Sankt Petersburg.
În anul 1892, a apărut în Revista Lumea ilustrată un articol în care s-a elogiat lucrările sculptorului, fiind remarcată mai ales o lucrare în marmură care a fost expusă și premiată la Salonul Venețian din acel an, intitulată Rosa de mai. Statuia premiată înfățișa un nud de femeie care ține în mâna stângă un trandafir pe care-l miroase. Nudul are certe calități artistice, a precizat istoricul de artă Petre Oprea, dar stilul idilico-romantic folosit  este deficitar. În același articol s-a precizat că Vasilescu ar fi terminat frontispiciul Muzeului de arheologie din Cividale del Friuli, comandat de statul italian. Au fost menționate și alte lucrări realizate în acel an, așa cum au fost statuia Rodica, o țărancă în costum popular, inspirată de poezia cu același nume scrisă de Vasile Alecsandri. Articolul mai menționează că artistul a întrerupt lucrul la sculpturile comandate de Academia Română pentru cripta lui Vasile Adamachi de la Iași și la Monumentul Batalionului II Vânători de la Ploiești. Comanda academiei a fost terminată în luna noiembrie 1893 și consta dintr-un medalion și câteva bronzuri decorative. Monumentul Batalionului a fost terminat de abia în anul 1897, fiind inaugurat în luna august. Pentru a obține comanda monumentului, Vasilescu a participat la un concurs la care a fost prezent și sculptorul Ștefan Ionescu-Valbudea cu două schițe - Un grup de doi vânători și O coloană.
Cu monumentele pe care le-a făcut în stilul neoclasicismului italian, George Vasilescu a întrunit aprecierile publicului și l-a impus în atenția oficialităților române. Intelectualitatea timpului a fost de partea sa și ca urmare a fost susținut de personalități marcante ca Dimitrie Strurdza, Stolojan etc. A primit o serie de comenzi de portrete, cu predilecție din partea unor șefi de partide politice din România ca Dumitru Brătianu, Ion Brătianu sau Ion Ghica, una din lucrările mult comentate fiind Portretul d-nei N. Blaremberg (Paulina). Prin bogăția podoabelor și a veșmintelor, Vasilescu a măgulit gustul celei care a fost una dintre cele mai influente femei din protipendada bucureșteană, dar și pe cel al anturajului ei, toți acordându-i ulterior tot concursul lor. Lucrarea se află astăzi în posesia Muzeului de Artă al României.

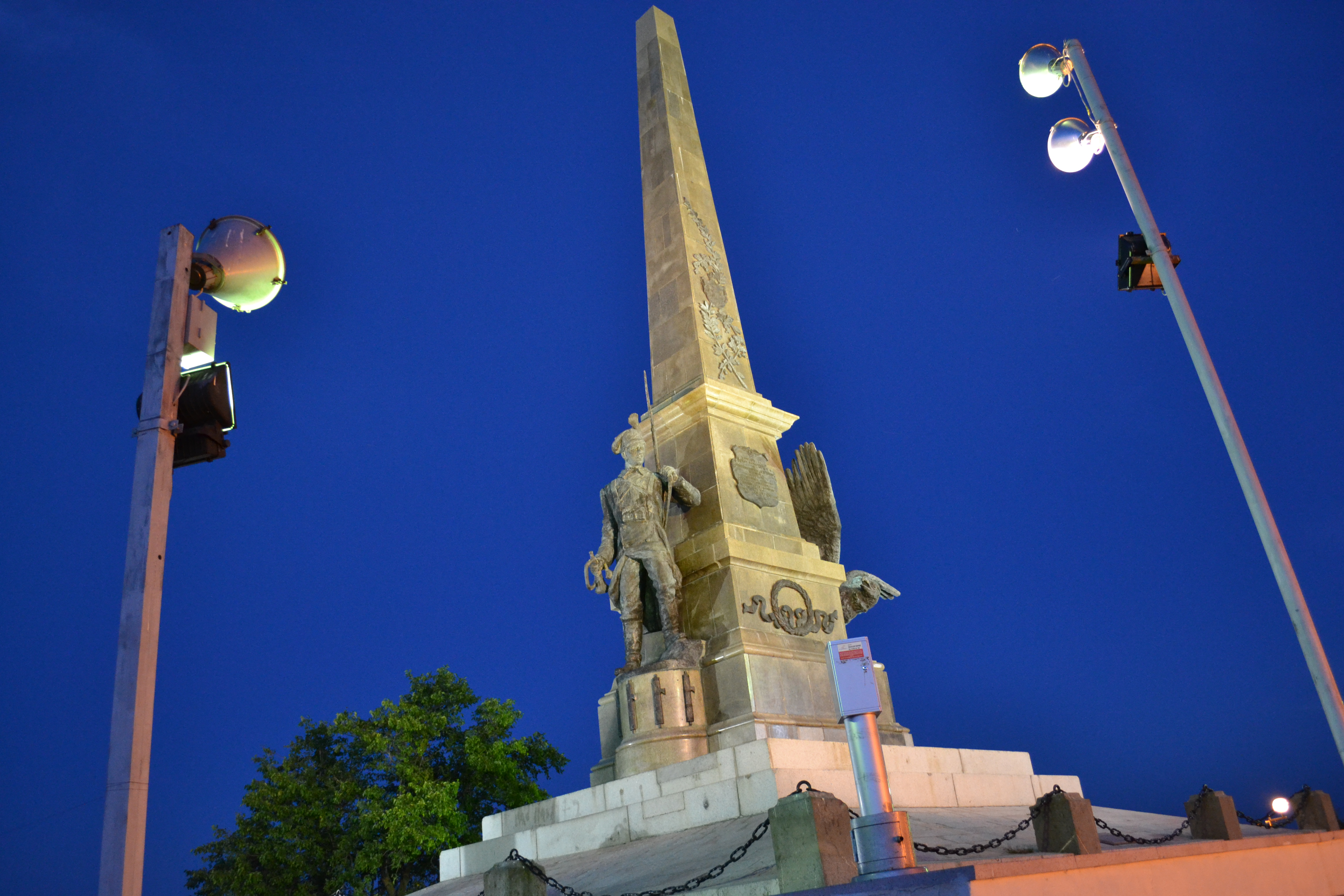
Monumentul Independenței din Tulcea

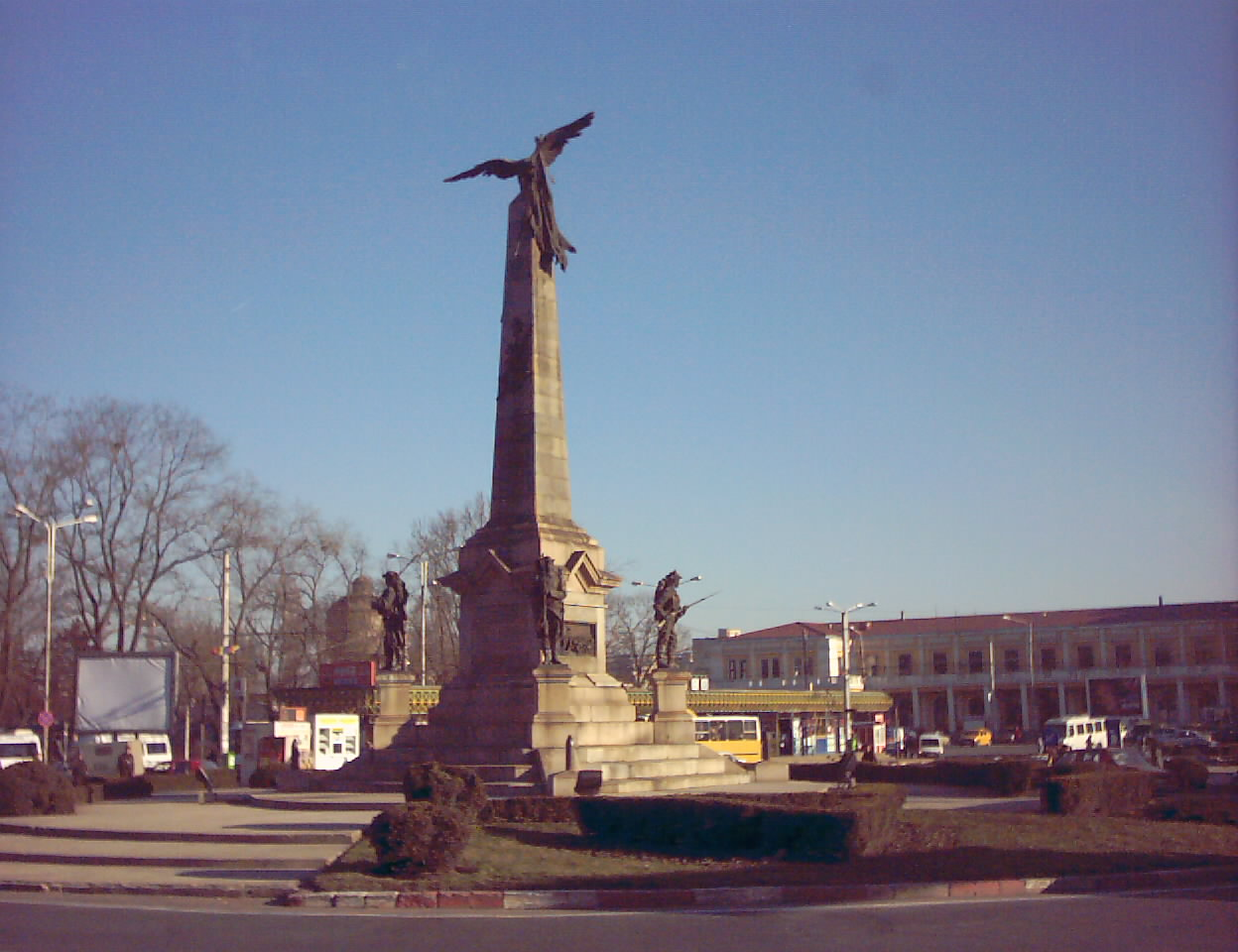
Monumentul Vânătorilor din Ploieşti

A urmat comanda de realizare a alegoriilor Palatului de Justiție din București împreună cu Ion Georgescu și ulterior  Monumentul Independenței din Tulcea. Monumentul a fost conceput ca un obelisc care are la baza soclului - în stânga un vultur cu aripile întinse și în dreapta un soldat. Artistul a sosit la București în ziua de 24 octombrie 1898 pentru ca să plece a doua zi la Tulcea pentru a definitiva soclul monumentului. A fost internat de urgență la Spitalul Colțea, fiind grav bolnav de febră tifoidă. A murit după câteva zile, la 10 noiembrie 1898. Lucrarea propriu-zisă a fost adusă mai târziu de la Veneția și a fost instalată pe amplasamentul de astăzi de către sculptorul Constantin Bălăcescu.
George Vasilescu a fost o apariție meteorică în sculptura românească și a murit la o vârstă timpurie, doar la 34 de ani, în plină carieră artistică. El a lăsat posterității destul de puține lucrări, însă cele care au rămas, fac dovada unui sculptor dotat cu calități de portretist dar și cu certe resurse pentru arta monumentală.
Sculptorul român s-a căsătorit, la Craiova, cu Domnica, cu care a avut doi copii: Ana și Ionel. Ana s-a căsători cu fiul șefului de lucrări din timpul construcției Podului de la Cernavodă al lui Anghel Saligny, Nicolae Davidescu. Fiul lor, Horia Davidescu, a fost nepotul sculptorului George Vasilescu.

## Opera
Din comentariile critice făcute de istoricul și criticul de artă George Oprescu, rezultă că George Vasilescu împreună cu sculptorul Constantin Bălăcescu fac parte din categoria artiștilor cărora li se potrivesc foarte bine epitetul de sculptori-călători. Primele mențiuni documentare care amintesc de viața și opera lui Vasilescu sunt din Italia, de la Veneția. Acolo au apărut în presă, în foile provinciale, mai multe consemnări ale cronicii artistice concepute într-un stil bombastic, așa cum era uzanța vremurilor, știri care trebuie privite de către analiști cu o reținere în a le da crezare.

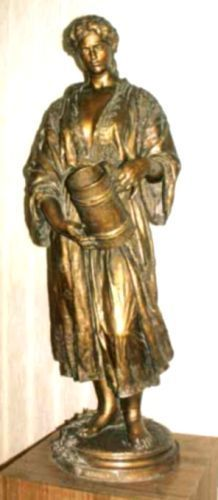
Rodica

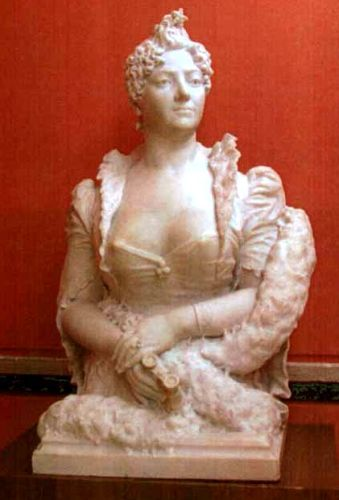
Portretul d-nei N. Blaremberg

Majoritatea operelor pe care le-a lăsat sculptorul român au făcut parte din colecția Ateneului Român din București. Cele mai multe au fost distruse într-un bombardament în cel de al doilea război mondial, din toate rămânând doar câteva portrete. Dintre acestea se remarcă portretul unei doamne din aristocrația bucureșteană, identificată de istoricul Petre Oprea ca fiind soția omului politic Nicolae Blaremberg, Paulina. Portretul a fost realizat cu un oarecare patos și cu o retorică italiană tipică vremurilor de atunci, dar care în opinia lui Georgescu a fost transpusă, din nefericire pe plaiurile autohtone. Vasilescu a figurat în această lucrare tot felul de zulufi, brățări, inele, blănuri, un binoclu de teatru într-o mână și o stea cu pietre scumpe pe frunte. Georgescu a precizat că toate aceste detalii sunt fără valoare „... așa cum sunt fioriturile pentru unele arii superficiale în muzică”.
Din cauza unor astfel de articole din presa italiană, Vasilescu a devenit un răsfățat al oficialităților române, oficialități al căror gust artistic era ambiguu și care au dat comenzi lui Vasilescu pentru comemorarea unor evenimente importante. Ținând cont de lucrările de for public pe care generația anterioară de sculptori a realizat-o, oficialitățile erau deja familiarizate cu astfel de omagii pe care le patrona și de pe urma cărora beneficiau din cauza mulțumirii publice de care aveau parte ulterior. Din nefericire, rolul pe care oficialitățile și l-au luat, nu a fost doar de a pune la dispoziția celui mai bun artist mijloacele materiale, ci ea se credea îndreptățită să-și aleagă artistul și să-i dea limitele de mișcare. George Vasilescu a acceptat acest rol impus. Așa, a primit una după alta, comanda monumentului Adamachi aflat pe o moșie a Academiei Române, Monumentul Vânătorilor din Ploiești, moment în care toate informațiile duceau la adjudecarea lucrării de Ștefan Ionescu-Valbudea și Monumentul Independenței de la Tulcea.
În opinia lui George Oprescu, Constantin Bălăcescu a fost continuatorul operei lui Vasilescu pentru genul monumental, însă, din fericire pentru el, a fost autorul portretului sopranei Elena Teodorini., unde a menținut o linie plină de sobrietate, serioasă, care relevă calități incontestabile de execuție.
Cei doi sculptori au adus din Italia o tendință  și o execuție tehnică deficitară, dacă este să se facă o comparație cu monumentele realizate de Ion Georgescu, Carol Storck sau Wladimir Hegel. Ei au realizat aglomerări de elemente arhitectonice lipsite de armonie, au adus simboluri banale și reprezentări de lei și vulturi, figuri țepene fără nicio îndemânare în execuție, fără nicio temeinicie în cunoașterea anatomică umană, așa cum lesne se poate vedea în opera lui Vasilescu și apoi la cea a lui Bălăcescu la Monumentul de la Tulcea, unde este înfățișat Mircea cel Bătrân, și la Monumentul de la Târgu Jiu cu Tudor Vladimirescu.
Alături de ce doi portretiști, protejați de oficialitățile bucureștene, au existat și alți artiști care au fost animați de alte tendințe, mai serioase. Atâta timp cât au trăit, ei nu au avut reputația celor doi, ziarele nu au prea vorbit de ei, nu li s-au acordat premii și nici comenzi importante. Unul din ei a fost Dimitrie Mirea.
Giorgio Vasilescu (și-a schimbat puțin numele de artist, dându-i o rezonanță italiană, de la țara în care a lucrat mult), a încetat din viață la 11 noiembrie 1898, la vârsta de 34 de ani. Dorind a asista personal la așezarea părții arhitectonice a monumentului de la Tulcea, sculptorul a venit în țară de la Veneția la sfârșitul lui octombrie 1898. Pe drum a contactat o răceală puternică, urmată de complicații grave. Internat la Spitalul Colțea din București, cu toate îngrijirile date spre a fi salvat, Giorgio a decedat. Este înmormântat la Cimitirul Șerban Vodă din București.
Monumentele realizate de George Vasilescu sunt:
- „Monumentul funerar al căpitanului Nae I. Proicea” din Slatina
- „Monumentului marelui duce Vladimir”, la Petersburg
- „Bustul de marmoră albă al doamnei N. Blaremberg”
- „Monumentul lui Vasile Adamachi” din Iași
- „Monumentului Batalionul II vânători” din Ploiești
- Monumentul funerar al negustorului craiovean N. Băncioiu
- „Monumentul Independenței” din Tulcea. Deoarece Giorgio Vasilescu a decedat înainte de a termina monumentul, din 1898 lucrarea a fost continuată și terminată în 1904 de Constantin Bălăcescu.[33]